# Юлиан Шумлянски
Ю̀лиан Офнер Шумля̀нски (на полски: Julian Szumlański) е български просветен деец, преподавал в редица български училища в Македония, етнически поляк.

## Биография
Роден е през 1840 година в галицийския град Лемберг, по това време в границите на Австрийската империя. Завършва природни науки в Лвовския университет. С колеги от университета образуват отряд, с който вземат участие в полското Януарско въстание (1863 – 1864). Осъден на заточение в Сибир, успява да избяга в Османската империя. Настанява се в Цариград, където с помощта на Михал Чайковски (Садък паша) започва работа в султанския дворец. След известно време заминава за Румъния, от където по-късно пристига в България. Първоначално се заселва в село Турсунлии, край Сливен. Там изкарва прехраната си като препарира птици и насекоми за околните училища.
Преподава в Русенската гимназия „Княз Борис I“, естествени науки в Солунската българска мъжка гимназия и в други български училища в Македония. В Солунската гимназия урежда първокласен зоологически кабинет. Подкрепя българското национално освободително движение и спомага чрез дипломатически натиск за освобождаване от затвора на редица революционни дейци.
Жени се за македонската българка Захария Василева и заедно с нея основава сиропиталище в Битоля, което приютява около 120 деца, останали кръгли сираци след разгрома на Илинденско-Преображенското въстание в 1903 година. Преподавател е в Битолската мъжка българска гимназия. Поддържа връзки с Вътрешната македоно-одринска революционна организация.
По време на Междусъюзническата война е сред главните организтатори заедно със съпругата си за създаването на българската болница „Червен кръст“ за ранените български войници в Солун, като за целта е иззета турската болница „Хамидие“ (днес Солунска многопрофилна болница „Свети Димитър“).
След загубата на Междусъюзническата война от България, болницата на семейство Шумлянски става място за укритие на преследваните българи. Освен това, двамата посещават затворите, където има българи. След началото на Първата световна война, през 1915 година са интернирани в Северна Африка (Захария в Маади, Кайро, а Юлиян – във Фезан). По време на заточението си се разболява. Три и половина години с жена си са разделени.
Когато идва примирието, те са посрещнати като национални герои в София. Но в следвоенната разруха първоначално остават без препитание, дом и средства. Все пак през 1919 година основават сиропиталище „Битоля“ за бежанци от Македония.
Юлиан Шумлянски умира в София в 1920 година.